# Diedrich Gerhard Roggemann
Diedrich Gerhard Roggemann (né le 28 janvier 1840 à Bad Zwischenahn et mort le 7 février 1900 à Oldenbourg) est maire d'Oldenbourg de 1890 à 1900.

## Biographie
Roggemann est le fils du professeur de l'école secondaire de Zwischenahn Hermann Georg Roggemann (30 juillet 1809-14 février 1876) et son épouse Hélène Margarethe Henriette née Deharde (17 septembre 1803-17 juin 1886). Il étudie au lycée à Jever et à partir de 1859 le droit à Göttingen, où il est la même année  membre de la fraternité Hannovera (de). Il continue à étudier aux universités de Leipzig et de Berlin jusqu'en 1862. Il termine ses études par un doctorat et est admis au barreau d'Oldenbourg en 1869 après les deux examens d'État en droit. En mai 1879, il rejoint le service judiciaire du grand-duché d'Oldenbourg en tant que juge principal, l'année suivante, il devient procureur au tribunal régional d'Oldenbourg et en 1883 juge régional.

## Activité politique
Roggemann participe à la vie politique dès son plus jeune âge. En 1874, il devient membre du conseil municipal d'Oldenbourg et trois ans plus tard, son président. De 1878 à 1881, il est membre du Parti national-libéral du Reichstag  et appartient à l'aile gauche de son parti. Après la scission du parti, il démissionne du groupe parlementaire en avril 1881 et rejoignit les sécessionnistes de l'Union libérale. De 1881 à 1900, il est membre du parlement oldenbourgeois (de) et président du parlement de 1881 à 1896. Lorsqu'il ne se joint pas au vote majoritaire de défiance au gouvernement du ministre d'État Gerhard Friedrich Günther Jansen (de) en 1896, il est remplacé par Karl Groß (1833-1905). Le 23 avril 1890 Roggemann est élu maire de la ville d'Oldenbourg et occupe ce poste jusqu'à sa mort. Pendant son mandat de dix ans, son influence reste limitée, mais au moins il contribue à l'amélioration de l'infrastructure urbaine dans certains domaines essentiels. Un abattoir municipal est construit, le port est agrandi et une conduite d'eau et un système d'égout sont installés. En son honneur, le 30 janvier 1901, la Roggemannstrasse dans le Oldenburg Dobbenviertel est baptisée en son nom,.

## Famille
Roggemann est marié avec Maria Agnes Bernadine née Pancratz (11 juillet 1842-24 mars 1923), fille du conseil supérieur du gouvernement et membre du parlement oldenbourgeois (de) Lambert Pancratz (4 mars 1800-1er mars 1871).